# Burøysund
Burøysund est une localité du comté de Troms, en Norvège.

## Géographie
Administrativement, Burøysund fait partie de la kommune de Karlsøy.